# Phaeosphaeria licatensis
Phaeosphaeria licatensis är en svampart som först beskrevs av Pier Andrea Saccardo, och fick sitt nu gällande namn av Shoemaker & C.E. Babc. 1989. Phaeosphaeria licatensis ingår i släktet Phaeosphaeria och familjen Phaeosphaeriaceae.   Inga underarter finns listade i Catalogue of Life.